# Axiomatische Quantenfeldtheorie
Die axiomatische Quantenfeldtheorie ist ein Forschungsbereich der mathematischen Physik.
Der Begriff beschreibt verschiedene Ansätze, die Struktur der Quantenfeldtheorie mit mathematischen Mitteln zu beschreiben. Dabei wird meist versucht, einen möglichst kleinen Satz an Axiomen aufzustellen, aus denen die Eigenschaften der Quantenfeldtheorien folgen.

## Frühe axiomatische Quantenfeldtheorie

### Feldoperatoren
Die axiomatischen Beschreibungen der Quantenfeldtheorie basieren auf dem Heisenberg-Bild der Quantenmechanik, in dem die Zustände als raumzeitunabhängig betrachtet werden, während die Operatoren raumzeitabhängig sind. Die Quantenfelder werden also als raumzeitabhängige Feldoperatoren beschrieben.
Schon früh wurden hierbei zwei Probleme deutlich:
1. Ein Feld kann Singularitäten besitzen, so dass eine Beschreibung als operatorwertige Funktion nicht angemessen ist.
2. Außerdem lässt sich die Wirkung der Feldoperatoren nicht auf allen Zuständen definieren.

Das erste Problem lässt sich lösen, indem die Feldoperatoren als operatorwertige Distributionen aufgefasst werden. Distributionen sind allgemeinere Objekte als Funktionen, die insbesondere eine einfache Behandlung von Singularitäten ermöglichen. Ein Distributionsraum ist immer zu einem zugehörigen Funktionsraum, dem Testfunktionenraum, definiert und bildet jede Testfunktion auf eine Zahl bzw. hier einen Operator ab. In der Quantenfeldtheorie werden schnell abfallende Funktionen von Raum und Zeit als Testfunktionen gewählt.
Zur Lösung des zweiten Problems wird – ebenso wie bei den Observablen der Quantenmechanik – angenommen, dass die Feldoperatoren nur auf einem dichten Teilraum des Hilbertraums definiert sind. Die Operatoren werden dann als dicht definiert bezeichnet.
Die erste axiomatische Beschreibung von Quantenfeldtheorien, die diese Aspekte beinhaltete, wurde von Lars Gårding und Arthur Strong Wightman in Form der Gårding-Wightman-Axiome entwickelt.

### Zustandsraum
Der Zustandsraum wird wie in der Quantenmechanik als Hilbertraum angenommen. In der Quantenfeldtheorie werden jedoch besondere Hilberträume, sogenannte Fockräume als Zustandsräume angenommen. Diese Hilberträume sind ähnlich dem Zustandsraum des quantenmechanischen harmonischen Oszillators und es lassen sich analog Auf- und Absteigeoperatoren definieren. Außerdem gibt es in Fockräumen einen eindeutigen Grundzustand.
Das skalare Feld wird durch die Klein-Gordon-Gleichung beschrieben, deren Lösungen denen des harmonischen Oszillators entsprechen. Man erhält eine Sammlung von harmonischen Oszillatoren mit den Frequenzen {\displaystyle \omega _{k}={\sqrt {k^{2}+m^{2}}}}, wobei m die Masse und k der Impuls des Feldes ist. Da der Impulsbetrag jede positive reelle Zahl sein kann, erhält man auf diese Weise unendlich viele Oszillatoren, aus denen das skalare Feld zusammengesetzt ist. Der Grundzustand oder das Vakuum des Fockraums ist der Zustand, in dem alle harmonischen Oszillatoren im Grundzustand sind. Alle anderen Zustände erhält man durch Anwendung von Produkten von Aufsteigeoperatoren auf das Vakuum.

### N-Punkt-Funktionen
Wightman entwickelte die axiomatische Theorie weiter, indem er feststellte, dass sich eine Quantenfeldtheorie eindeutig durch ihre N-Punkt-Funktionen beschreiben lässt. Eine N-Punkt-Funktion ist der Erwartungswert des Produkts von N Feldoperatoren in einem Zustand des Fockraums. Diese Objekte sind also Distributionen in N Argumenten, sie bilden also N Testfunktionen auf eine Zahl ab. Aufgrund des Nuklearsatzes von Laurent Schwartz lässt sich jeder Distribution in N Argumenten eindeutig eine Distribution von Testfunktionen in N Variablen zuordnen, was die mathematische Behandlung erheblich vereinfacht.
Aus den Axiomen für die Feldoperatoren und den Zustandsraum folgerte Wightman einen Satz von Eigenschaften der N-Punkt-Funktionen. Werden diese Eigenschaften für N-Punkt-Funktionen vorausgesetzt, lassen sich daraus der Zustandsraum und die Feldoperatoren rekonstruieren. Die Eigenschaften, die die N-Punkt-Funktionen dazu erfüllen müssen, werden als Wightman-Axiome bezeichnet. N-Punkt-Funktionen, die diese Axiome erfüllen, werden als Wightmanfunktionen bezeichnet, obwohl sie eigentlich Distributionen sind.
Ein Satz von Wightmanfunktionen bestimmt über den Rekonstruktionssatz eindeutig eine Quantenfeldtheorie. Damit ist es möglich, eine Quantenfeldtheorie ohne Angabe von Feldoperatoren oder eines Fockraums zu definieren.

### Kausale Störungstheorie
Die bisher beschriebenen Ansätze können keine wechselwirkenden Quantenfeldtheorien beschreiben. Insbesondere die Ergebnisse der renormierten Störungstheorie können damit nicht reproduziert werden. Die Physiker Henri Epstein und Vladimir Jurko Glaser entwickelten 1973 mit der kausalen Störungstheorie ein Verfahren, das es ermöglichte, in mathematisch wohldefinierter Weise eine renormierte Störungstheorie für wechselwirkende Quantenfeldtheorien zu entwickeln. In ihrer ursprünglichen Arbeit untersuchten sie nur spinlose, skalare Felder, doch inzwischen wurde ihr Ansatz auf andere Theorien, insbesondere auf Eichtheorien wie die Quantenelektrodynamik erweitert.

## Algebraische Quantenfeldtheorie (AQFT)
Irving Segal hatte bereits in den späten 1940er Jahren die Vermutung aufgestellt, dass sich Quantenmechanik und Quantenfeldtheorie mittels C*-Algebren beschreiben lassen könnten. Eine genaue Formulierung gelang ihm jedoch nicht.
Hans-Jürgen Borchers entdeckte 1961, dass den Wightmanfunktionen eine algebraische Struktur zugrunde liegt. Er konstruierte sogenannte Wightmanfunktionale, die aus Wightmanfunktionen für alle Argumentanzahlen N zusammengesetzt sind, und formulierte für diese die Wightman-Axiome. Er entdeckte, dass die Wightmanfunktionale eine topologische *-Algebra bilden. Damit legte er den Grundstein für die Entwicklung einer rein algebraischen Beschreibung von Quantenfeldtheorien.
Rudolf Haag und Daniel Kastler untersuchten die algebraische Struktur der Quantenfeldtheorien weiter und formulierten 1964 die Haag-Kastler-Axiome für Netze von C*-Algebren. Sie definierten auch den Begriff des algebraischen Zustandes über einer C*-Algebra, der Linearformen auf der Algebra bezeichnet und den Begriff des Zustandes in einem Hilbertraum verallgemeinert. Mittels der GNS-Konstruktion lassen sich aus algebraischen Zuständen Darstellungen der C*-Algebren auf Hilberträumen konstruieren. Diese Darstellungen erfüllen die Gårding-Wightman-Axiome für Quantenfeldtheorien außer der Existenz eines Vakuums und der Forderung, dass der Zustandsraum ein Fockraum ist. Ein eindeutiges Vakuum ergibt sich für Zustände, die eine bestimmte Eigenschaft erfüllen und als reine Zustände bezeichnet werden, während sogenannte quasifreie Zustände eine Darstellung in einem Fockraum induzieren. Weitere bedeutende Arbeiten zur algebraischen Quantenfeldtheorie wurden von Huzihiro Araki geleistet.
Aus ihren Axiomen folgerten Haag und Kastler, dass Quantenfeldtheorien, deren zugehörige C*-Algebren isomorph sind, physikalisch äquivalent sind, also bei einer Folge von Messungen dieselben Ergebnisse liefern. Damit konnte erstmals gezeigt werden, dass auch Darstellungen von Quantenfeldtheorien, die nicht unitär äquivalent sind, physikalisch äquivalent sein können. Der Kernpunkt dieser Betrachtung ist das Lokalitätsaxiom, das von Borchers aus der Hilbertraumformulierung in die algebraische Quantenfeldtheorie überführt wurde.

## Konstruktive Quantenfeldtheorie
Ein Ansatz zur expliziten axiomatischen Konstruktion von Quantenfeldtheorien stammt von Konrad Osterwalder und Robert Schrader. Sie entwickelten die sogenannten Osterwalder-Schrader-Axiome, die eine Quantenfeldtheorie in einem euklidischen Raum erfüllen muss, damit sich daraus eine Quantenfeldtheorie im Minkowskiraum konstruieren lässt. Damit stellten sie die Wick-Rotation auf eine mathematische Grundlage.
Es gab außerdem verschiedene Bestrebungen, auf dieser Arbeit aufbauend, das Pfadintegral auf eine solide mathematische Basis zu stellen. Die Arbeit von Ludwig Streit und Sergio Albeverio zu diesem Thema wird als mathematisch konsistente Beschreibung von Pfadintegralen nicht wechselwirkender Quantenfeldtheorien angesehen. Sie greifen dabei auf den stochastischen Prozess des weißen Rauschens zurück.

## Axiomatische S-Matrix-Theorie
Einer der ersten Erfolge axiomatischer Ansätze in der Quantenfeldtheorie war die LSZ-Reduktionsformel, die von Harry Lehmann, Kurt Symanzik und Wolfhart Zimmermann abgeleitet wurde. Diese Formel ermöglicht es, die S-Matrix auf zeitgeordnete oder kausale n-Punkt-Funktionen zurückzuführen.
Die axiomatische S-Matrix-Theorie verfolgte einen anderen Ansatzpunkt als die Arbeit von Wightman. Nikolai Nikolajewitsch Bogoljubow, Konstantin Mikhaĭlovich Polivanov und B. V. Medvedev vertraten die Auffassung, dass die S-Matrix die einzige observable Größe in einer Quantenfeldtheorie darstelle und die Quantenfeldtheorie daher über die S-Matrix definiert werden müsse.

## Topologische Quantenfeldtheorie (TQFT)
Ein neuerer axiomatischer Ansatz ist die Topologische Quantenfeldtheorie, die topologische Invarianten von Quantenfeldtheorien auf Mannigfaltigkeiten mit nichttrivialer Topologie untersucht. Da das Interesse den topologischen Invarianten gilt, betrachtet man Quantenfeldtheorien, in denen die n-Punkt-Funktionen nicht von der Metrik, sondern nur der topologischen Struktur des Raums abhängig sind. Ein bekanntes Beispiel für eine topologische Quantenfeldtheorie ist die Chern-Simons-Theorie, die zur Erklärung des gebrochenzahligen Quanten-Hall-Effekts benutzt wird.
Eine axiomatische Charakterisierung dieser Theorien stammt von Michael Francis Atiyah.

## Erfolge axiomatischer Quantenfeldtheorien
Die axiomatischen Theorien haben vor allem eine mathematisch wohldefinierte Formulierung der Grundprinzipien der Quantenfeldtheorie erreicht. Aus diesen mathematischen Formulierungen ließen sich verschiedene Theoreme ableiten, die alle Quantenfeldtheorien, die den Axiomen genügen, erfüllen.

### Spin-Statistik-Theorem
Das Spin-Statistik-Theorem besagt, dass das Verhalten eines statistischen Ensembles vom Spin der konstituierenden mikroskopischen Elemente abhängt. Im Rahmen einer Quantenfeldtheorie bedeutet das, dass Felder mit ganzzahligem Spin Kommutatorrelationen erfüllen müssen, während Felder mit halbzahligem Spin Antikommutatorrelationen erfüllen.
Das Theorem war ursprünglich von Pauli ausgehend von den Bewegungsgleichungen der relativistischen Quantenmechanik, also der Klein-Gordon-Gleichung und der Dirac-Gleichung, für nicht wechselwirkende Teilchen bewiesen worden. Sein Beweis beruht darauf, dass die Annahme falscher Statistik nicht zu einem positiv definiten Hamiltonoperator führt.
Im axiomatischen Kontext konnte genau untersucht werden, welche Axiome für den Beweis notwendig sind. Im Kontext der algebraischen Quantenfeldtheorie, die einen sehr viel abstrakteren und allgemeineren Begriff von Quantenfeldtheorien bietet, als der Hilbertraum-Ansatz, wurde ein analoges Theorem bewiesen, das in den entsprechenden Spezialfällen das Spin-Statistik-Theorem reproduziert. Im algebraischen Kontext wurde mit der Sektortheorie auch gezeigt, dass sich allein aus den Observablen einer Theorie rekonstruieren lässt, ob es eine zugrundeliegende Theorie mit Spinorfeldern gibt.
Das Spin-Statistik-Theorem wurde im Rahmen der algebraischen Quantenfeldtheorie auch auf Quantenfeldtheorien auf gekrümmten Raumzeiten erweitert.

### Skripte
- Wojciech Dybalski: Lectures on mathematical foundations of QFT. 2018 (englisch, tum.de [PDF]).
- Hendrik van Hees: Introduction to Relativistic Quantum Field Theory. 2016 (englisch, uni-frankfurt.de [PDF]).
- Michael Keyl: Mathematical Aspects of Quantum Field Theory. 2017 (englisch, exqm.de [PDF]).

### Fachartikel
- F. Strocchi: Relativistic Quantum Mechanics and Field Theory. In: Foundations of Physics. Band 34, Nr. 3, März 2004, S. 501–527, doi:10.1023/B:FOOP.0000019625.30165.35 (englisch).
- Arthur M. Jaffe: Whither Axiomatic Field Theory? In: Reviews of Modern Physics. Band 41, Nr. 4, 1. Oktober 1969, S. 576–580, doi:10.1103/RevModPhys.41.576 (englisch).

### Fachbücher
- Damien Calaque, Thomas Strobl (Hrsg.): Mathematical Aspects of Quantum Field Theories (= Mathematical Physics Studies). Springer International Publishing, Cham 2015, ISBN 978-3-319-09948-4, doi:10.1007/978-3-319-09949-1 (englisch).
- Edson de Faria, Welington de Melo: Mathematical Aspects of Quantum Field Theory. 1. Auflage. Cambridge University Press, 2010, ISBN 978-0-521-11577-3, doi:10.1017/CBO9780511760532 (englisch).
- Huzihiro Araki: Mathematical Theory of Quantum Fields (= The international series of monographs on physics. Band 101). Oxford University Press, New York 2009, ISBN 978-0-19-956640-2.
- M. Schottenloher: A Mathematical Introduction to Conformal Field Theory (= Lecture Notes in Physics. Band 759). Springer Berlin Heidelberg, Berlin, Heidelberg 2008, ISBN 978-3-540-68625-5, doi:10.1007/978-3-540-68628-6.
- N. N. Bogolubov, A. A. Logunov, I. T. Todorov: Introduction to Axiomatic Quantum Field Theory (= A. S. Wightman [Hrsg.]: Mathematical Physics Monograph Series. Band 18). W. A. Benjamin, 1975 (archive.org).
- Raymond F. Streater, Arthur S. Wightman: PCT, Spin and Statistics, and All That. Princeton University Press, 2001, ISBN 978-1-4008-8423-0, doi:10.1515/9781400884230 (archive.org – Originaltitel: PCT, Spin and Statistics, and All That. 1964.).
- Weitere Bücher, siehe die Bücherempfehlungen der Local Quantum Physics Crossroads (LQP2) Webseite